# 太子賓客
太子賓客簡稱賓客，是一種中國古代官職，由唐代開始。
春秋戰國時代已有賓客之名，當時是指食客、门客和使者。《论语·公冶长》：“赤也，束带立於朝，可使与宾客言也。”邢昺疏：“可使与邻国之大宾小客言语应对也。”汉代的贵族、豪强都喜歡眷養賓客，太子也有賓客，西漢時賓客成為一重家兵、部曲，具有軍事能力，能起兵作战。戾太子劉據自殺後，太子賓客多人亦被捕殺。《后汉书·马援传》載：“援 以三辅地旷土沃，而所将宾客猥多，乃上书求屯田上林苑中，帝许之。”
唐代正式設置太子賓客，正三品，劉禹錫就擔任過太子賓客，故稱「劉賓客」。由於太子賓客屬於散官，清代废除。